# Битка при Дубно
Битката при Дубно (танково сражение при Дубно, Луцк и Ровно) е една от най-мащабните танкови битки през Втората световна война и кулминация на приграничното сражение, което се развива непосредствено след нападението на Хитлерова Германия срещу Съветския съюз от 22 юни до 6 юли 1941 г. в Северозападна Украйна (Волинска област, Полесието) между германската група армии „Юг“ и войските на съветския Югозападен фронт. Съветските войски губят битката и са принудени да отстъпят териториите, които СССР отнема от Полша през септември 1939 г.
Според някои анализатори в битката при Дубно съветското командване пропуска добра възможност да нанесе тежко поражение на нахлуващите немци и да обърне в своя полза стратегическата обстановка в момент, когато търпи неуспехи в Беларус (Беларуска операция) и Прибалтика.

## Сили и планове на двете страни
В плана на германското главно командване „Барбароса“, който предвижда окупиране на съветските територии до Линията „Архангелск – Астрахан“, първата задача на група армии „Юг“ (начело с генерал-фелдмаршал Герд фон Рундщет) е да завземе украинската столица Киев и да унищожи съветските войски западно от Днепър. За да изпълни тази задача, групата армии нанася главния удар със северния си фланг срещу съветските войски между Лвов и Полесието. На изходни позиции в района на Люблин са дислоцирани 1-ва танкова група (командвана от Евалд фон Клайст), 6-а и 17-а армия, 4-ти флот на Луфтвафе. Спомагателен характер има настъплението, което трябва да започне от румънска територия дни по-късно от 11-а германска и две румънски армии (3-та и 4-та).
Ако за Вермахта главното направление на настъплението е през Минск и Смоленск към Москва, то съветският генерален щаб смята за основен южния си фланг, който прикрива основните залежи на нефт, въглища и желязна руда в Съветския съюз. От петте специални военни окръга на западната граница на Съветския съюз в началото на юни 1941 г. Киевският е най-силният. Той разполага с 4788 от боеспособните танкове на РККА, а във всичките пет окръга те са общо 10 540. (Следващият по сила след Киевския е Западният специален окръг с 2192 изправни и полуизправни танкове.)
Съотношението на силите между Киевския специален военен окръг (от началото на войната: Югозападен фронт, командван от генерал Михаил Кирпонос) и противостоящите му германски войски на 22 юни е решително, поне в количествено изражение, в полза на Червената армия. Срещу 730 000 немски войници (разпределени в 36,5 дивизии) стоят почти 864 000 съветски (общо 58 дивизии). Югозападният фронт разполага с над 13 600 оръдия и миномети срещу 9700 на своя противник, 4200 срещу 750 танка, над 2200 самолета срещу 800 на германците. Тази несъразмерност на силите се компенсира от концентрацията на германските войски в района, набелязан за стратегическия пробив в съветската отбрана – всички танкове и самолети, както и 82 % от пехотните дивизии, и от неудачното разположение на съветските войски в началната фаза на сражението. Съветското командване не извлича поуки от методите на Вермахта в кампаниите в Полша (септември 1939 г.) и Франция (май 1940 г.). Затова отбраната не е организирана в дълбочина.

## Германско нападение. Първи съветски контраудари
Насоката на германския удар рано сутринта на 22 юни е изненада за съветското разузнаване. Тринадесет пехотни дивизии на Вермахта атакуват левия фланг на съветската 5-а армия и участъка между нея и 6-а армия. Вдигната по тревога, само част от съветската пехота успява да заеме позиции съгласно плановете за прикритие. Няколко дивизии, под въздействието на настъпващия противник, не успяват да сторят това и в резултат на това между съединенията се образуват 15-20-километрови процепи. Германците се възползват от това и още на първия ден от настъплението постигат пробив с ширина от 100 и дълбочина 30 км.
Съветската Ставка на Главното командване заповядва на Югозападния фронт да контраатакува с 5-а и 6-а армия, които трябва да обкръжат и унищожат нахлулия противник с помощта на пет механизирани корпуси и авиацията и за едно денонощие, до 24 юни, да излязат пред Люблин. Резултат от тази заповед е битката при Дубно, състояла се няколко дни по-късно.
Обстановката на фронта се развива различно от очакванията на Ставката. Рано на 23 юни немската пехота (четири пехотни дивизии) пробива два коридора между лините на 5-а и 6-а съветска армия (към Луцк и Ровно от север и към Дубно и Острог от юг), през които се „изливат“ два танкови корпуса (3-ти и 48-и) на Клайст. Съветските механизирани корпуси, на които се разчита да нанесат основния контраудар, са отдалечени на 150 – 270 км от района на пробива. Докато те се придвижват към бойното поле, германците продължават да разширяват коридора между 5-а и 6-а армия.
Германците бързо печелят надмощие във въздуха. Действията на съветската авиация са с ниска интензивност и неадекватни за обстановката – изтребителите са използвани за прикритие на летища и населени пунктове, вместо на танковете, които нанасят контраударите. Бомбардировачите не получават навременно задачи или нанасят удари по второстепенни групировки на противника. На обратния полюс са действията на Луфтвафе. За три дни (22 – 24 юни) 5-и военновъздушен корпус бомбардира 72 летища и унищожава 774 съветски самолета. В първите десетина дни на войната военновъздушните сили на Югозападния фронт губят около 1200 самолета. (Техният командир, генерал Евгений Птухин, е снет от длъжност на 1 юли, впоследствие е изправен пред военен съд и разстрелян.)
Съветските танкови съединения влизат в бой поединично, атаките на отделните съединения също не са синхронизирани. Това позволява на германците да разбият един по един механизираните части на Югозападния фронт. На 23 юни 15-и механизиран корпус (генерал-майор И. Карпезо) атакува при Радехов, но понася тежки загуби (267 танка) и се оттегля. 4-ти механизиран корпус (генерал-майор А. Власов), който трябва да подкрепи тази атака, участва в нея само с една дивизия. Основните сили на Власов са пренасочени, за да предотвратят немски пробив от юг (в участъка между линиите на 6-а и 26-а съветска армия). На 24 юни 22-ри механизиран корпус (генерал-майор С. Кондрусев) настъпва от север срещу германските танкове в района на Войница, напредва до 10 км, но се оттегля, след като губи повече от половината си танкове заради недостатъчна поддръжка от пехотата и авиацията.

## Насрещно сражение при Дубно
Към 25 – 26 юни в района на сраженията с германската 1-ва танкова група започват да пристигат 8-и, 9-и и 19-и механизиран корпус. Трите корпуса преминават форсирано между 160 и 300 км. По време на този поход много танкове са оставени заради технически проблеми. Други са поразени от немската авиация. Така 8-и механизиран корпус (генерал-лейтенант Д. Рябишев) губи 400 танка преди още да се сблъска с войските на Клайст. Корпусът не успява да се съсредоточи навреме за подготвения удар от юг срещу коридора, зает от германците затова командващият фронта Кирпонос отлага атаката от този сектор с един ден. В същото време нарежда на 9-и (генерал-майор К. Рокосовски) и 19-и механизиран корпус (генерал-майор Н. Фекленко) да нападнат от север. В боевете с 3-ти немски моторизиран корпус на 25 юни около Клеван и по направлението към Ровно войските на Рокосовски и Фекленко постигат първоначално успехи, но впоследствие са отблъснати.
С пристигането на Рябишев на бойното поле, на 26 юни в триъгълника Луцк – Дубно – Броди се стига до най-мащабното дотогава сражение. Този път съветските танкове атакуват от север и от юг със силите на четири механизирани корпуса. Срещу тях са четири танкови и пет пехотни дивизии на Вермахта от 1-ва танкова група и 17-а армия. Макар и със загуби, германската 13-а танкова дивизия отбива удара на 9-и и 19-и танков корпус от север. Корпусът на Рябишев и остатъците от корпуса на Карпезо нападат от юг във фланг и тил 11-а и 16-а танкова дивизия и постигат голям напредък, само на десетина километра от войските, настъпващи от север. Успехът обаче не е доразвит поради лошата комуникация и липсата на взаимопомощ между съветските части. С помощта 75-а пехотна дивизия и Луфтвафе, германците възстановяват положението.
Кирпонос заповядва на Рябишев да отстъпи и командирът на 8-и механизиран корпус се подчинява. Ставката обаче отменя заповедта на командващия фронта. Затова на 27 и 28 юни Рябишев с оцелелите си 210 танка отново атакува немците край Дубно, но атаката пропада, тъй като заради огромните си загуби останалите механизирани корпуси не съумяват да я подкрепят. Едва на 30 юни Ставката дава заповед за изтегляне на войските на Югозападния фронт към укрепленията на старата съветско-полска граница (линията „Сталин“).

## Равносметка
На 1 юли съветските войски извършват още една контраатака – северно от Луцк и западно от Ровно, но успяват да задържат германците само за ден. До 6 юли Вермахтът удържа пълна победа, разделя окончателно 5-а от 6-а съветска армия и си отваря път към Киев. В сраженията германската 1-ва танкова група губи близо 260 танка (много от които са ремонтирани впоследствие), а Червената армия – общо 2648. Съветските войски отстъпват 350 км на изток. Въпреки това, в резултат на боевете около Дубно, Луцк и Ровно напредването на моторизираните корпуси на Клайст е забавено с около седмица. Затова Клайст не успява да обкръжи основните съветски сили, които отстъпват от Лвов към Виница и Киев. Все пак, през август и септември 1941 г. германците успяват да обкръжат и унищожат армиите на Югозападния фронт в сраженията при Уман и Киев.